# Macaranga coriacea
Macaranga coriacea är en törelväxtart som först beskrevs av Henri Ernest Baillon, och fick sitt nu gällande namn av Johannes Müller Argoviensis. Macaranga coriacea ingår i släktet Macaranga och familjen törelväxter. Inga underarter finns listade i Catalogue of Life.